# Паялпан
Паялпан — потухший вулкан на полуострове Камчатка, Россия.
Расположен в Быстринском районе Камчатского края.
Данный вулкан относится к Ичинскому вулканическому району Срединного вулканического пояса. Он находится в верховьях правобережья реки 1-я Белоголовая.
Форма вулкана представляет собой сильно эродированный щит. В географическом плане вулканическая постройка имеет вытянутую в северо-западном направлении форму с осями 14×8 км, площадью в 80 км². Объём изверженного материала ~22 км³. Абсолютная высота — 1788 м, относительная: северо-западных склонов — около 1000 м, юго-восточных — 600 м.
Деятельность вулкана относится к нижне-среднечетвертичному периоду.